# Gare de Sidi Ladjel
La gare de Sidi Ladjel est une gare ferroviaire algérienne située sur le territoire de la commune de Sidi Ladjel, dans la wilaya de Djelfa.

## Situation ferroviaire
Établie à une altitude de 689 m, la gare est située au point kilométrique (PK) 73 de la ligne de Tissemsilt à M'Sila, où elle est précédée de la gare de Hassi Fedoul et suivie de celle de Chahbounia.
| \| Sidi · Ladjel Hassi · Fedoul Birine Djelfa \| Localisation de la gare de Sidi Ladjel dans la wilaya de Djelfa. |
| Sidi · Ladjel Hassi · Fedoul Birine Djelfa                                                                        |

## Histoire
La gare est mise en service le 26 décembre 2022 lors de l'inauguration de la ligne de Tissemsilt à M'Sila.

## Service des voyageurs

### Desserte
La gare de Sidi Ladjel est desservie par les trains régionaux de la liaison Bordj Bou Arreridj - Tissemsilt,.